# أحمد الدعيج
أحمد دعيج محمد عبد العزيز الدعيج من مواليد دولة الكويت في عام 1961 ، نائب سابق، شارك في انتخابات مجلس الأمة الكويتي عام 1999 وفاز بالعضوية عن الدائرة السابعة - كيفان - وحصل علي (550) صوت، وجاء بالمركز الثاني، وفاز بالانتخابات، حاصل علي الشهادة الجامعية بالهندسة، وجمعية المحاسبين.

## مواقفه في مجلس الأمة
| الكتل                                  | الكتلة الإسلامية - التجمع السلفي |
| اللجان                                 | الكتلة الإسلامية - التجمع السلفي |
| طرح الثقة بالوزير ضيف الله شرار (2003) | معارض طرح الثقة                  |
| طرح الثقة بالوزير الإبراهيم (2002)     | ممتنع                            |
| تجنيس البدون (2000)                    | ممتنع                            |
| طرح الثقة بالصبيح (2000)               | معارض لطرح الثقة                 |
| حقوق المرأة السياسة (1999)             | غير موافق                        |

## إقرا أيضا
- أ.د. عبد الله يوسف الغنيم
- عبد المالك التميمي
- خالد سعود الزيد
- خليفة الوقيان